# Gambrinus liga 2004/2005
Sezóna 2004/05 Gambrinus ligy byla 12. sezónou v samostatné české lize. Začala 7. srpna 2004 a skončila 28. května 2005. Do tohoto ročníku postoupily z druhé ligy týmy FK Mladá Boleslav a 1. FK Drnovice. Tým 1. FC Synot se po předchozím ročníku v souvislosti s korupční aférou přejmenoval na 1. FC Slovácko. Po skončení ročníku do druhé ligy sestoupily týmy SK Dynamo České Budějovice a SFC Opava. Tým 1. FK Drnovice se kvůli finančním problémům vzdal 1. ligy a nastoupil do 2. ligy, odkud postoupil i třetí tým FC Viktoria Plzeň.

## Konečná tabulka
| Poř. | Tým                        | Z  | V  | R  | P  | VG | OG | B  |
| ---- | -------------------------- | -- | -- | -- | -- | -- | -- | -- |
| 1.   | AC Sparta Praha            | 30 | 20 | 4  | 6  | 53 | 28 | 64 |
| 2.   | SK Slavia Praha            | 30 | 15 | 8  | 7  | 39 | 25 | 53 |
| 3.   | FK Teplice                 | 30 | 14 | 11 | 5  | 36 | 27 | 53 |
| 4.   | SK Sigma Olomouc           | 30 | 15 | 6  | 9  | 39 | 34 | 51 |
| 5.   | FC Slovan Liberec          | 30 | 14 | 10 | 6  | 45 | 26 | 46 |
| 6.   | FK Jablonec 97             | 30 | 12 | 9  | 9  | 33 | 27 | 45 |
| 7.   | FC Baník Ostrava (C) (P)   | 30 | 9  | 10 | 11 | 33 | 36 | 37 |
| 8.   | 1. FK Drnovice (N)         | 30 | 9  | 8  | 13 | 30 | 34 | 35 |
| 9.   | FK Marila Příbram          | 30 | 9  | 8  | 13 | 30 | 41 | 35 |
| 10.  | FC Tescoma Zlín            | 30 | 7  | 12 | 11 | 29 | 35 | 33 |
| 11.  | 1. FC Brno                 | 30 | 9  | 6  | 15 | 30 | 42 | 33 |
| 12.  | FK Chmel Blšany            | 30 | 7  | 11 | 12 | 25 | 38 | 32 |
| 13.  | 1. FC Slovácko             | 30 | 10 | 14 | 6  | 30 | 22 | 32 |
| 14.  | FK Mladá Boleslav (N)      | 30 | 6  | 13 | 11 | 26 | 35 | 31 |
| 15.  | SK Dynamo České Budějovice | 30 | 6  | 7  | 17 | 28 | 39 | 25 |
| 16.  | SFC Opava                  | 30 | 5  | 9  | 16 | 25 | 42 | 18 |

- Odečty bodů: Slovácko -12 bodů, Liberec a Opava -6 bodů

Poznámky:
- Z = Odehrané zápasy; V = Vítězství; R = Remízy; P = Prohry; VG = Vstřelené góly; OG = Obdržené góly; B = Body
- (C) = obhájce mistrovského titulu, (P) = vítěz Českého poháru, (N) = nováček (minulou sezónu hrál nižší soutěž a postoupil)

|  | Postup do Ligy mistrů 2005/06          |
|  | Postup do předkola Ligy mistrů 2005/06 |
|  | Postup do Poháru UEFA 2005/06          |
|  | Postup do Poháru Intertoto 2005        |
|  | Sestup do 2. ligy 2005/06              |

### Statistiky
- Nejlepší střelec ročníku: Tomáš Jun (Sparta), 14 gólů
- Celkem diváků: 921 658
- Průměr na zápas: 3 840 diváků
- Nejvyšší návštěva: 15 419 diváků, Ostrava – Sparta
- Nejnižší návštěva: 100 diváků, Opava – Ml. Boleslav